# Daniel Schmidt
Daniel Schmidt (japonsky シュミット・ダニエル, * 3. února 1992) je japonský fotbalista.

## Klubová kariéra
S kariérou začal v japonském klubu Vegalta Sendai. V roce 2019 přestoupil do belgického klubu K. Sint-Truidense VV.

## Reprezentační kariéra
Jeho debut za A-mužstvo Japonska proběhl v zápase proti Venezuele 16. listopadu 2018. S japonskou reprezentací se zúčastnil Mistrovství Asie ve fotbale 2019. S týmem získal stříbrné medaile. Schmidt odehrál za japonský národní tým celkem 5 reprezentačních utkání.

## Statistiky
| Japonsko | Japonsko | Japonsko |
| Roky     | Záp.     | Góly     |
| -------- | -------- | -------- |
| 2018     | 1        | 0        |
| 2019     | 4        | 0        |
| Celkem   | 5        | 0        |

## Úspěchy

### Reprezentační
- Mistrovství Asie: ; 2019